# Altes Museum
El Altes Museum (en español: Museo Antiguo) es un museo declarado Patrimonio de la Humanidad situado en la isla de los Museos en el centro histórico de Berlín (Alemania). Construido entre 1825 y 1830 por órdenes del rey Federico Guillermo III de Prusia de acuerdo con el proyecto de Karl Friedrich Schinkel, está considerado como una obra significativa de la arquitectura neoclásica alemana. Está rodeado por la catedral de Berlín al este, el Palacio Real de Berlín al sur y el Arsenal de Berlín (Zeughaus) al oeste. Actualmente, el Altes Museum alberga la colección de antigüedades de Berlín (Antikensammlung Berlin) y parte del gabinete numismático (Münzkabinett). Como parte del complejo de la isla de los Museos, el Altes Museum fue declarado Patrimonio de la Humanidad por la Unesco en 1999, en reconocimiento a su importancia para el desarrollo de los museos como un fenómeno social y arquitectónico.

## Historia

### Contexto histórico
A principios del siglo xix, la burguesía alemana se había vuelto cada vez más consciente y segura de sí misma. Esta clase en crecimiento empezó a abrazar nuevas ideas sobre la relación entre ella misma y el arte, y los conceptos de que el arte debería estar abierto al público y que los ciudadanos deberían poder tener acceso a una educación cultural integral empezaron a impregnar la sociedad. El rey Federico Guillermo III de Prusia era un firme defensor de este ideal humboldtiano de la educación y le encargó a Karl Friedrich Schinkel el diseño de un museo público para albergar la colección real de arte.

### Proyecto de Schinkel

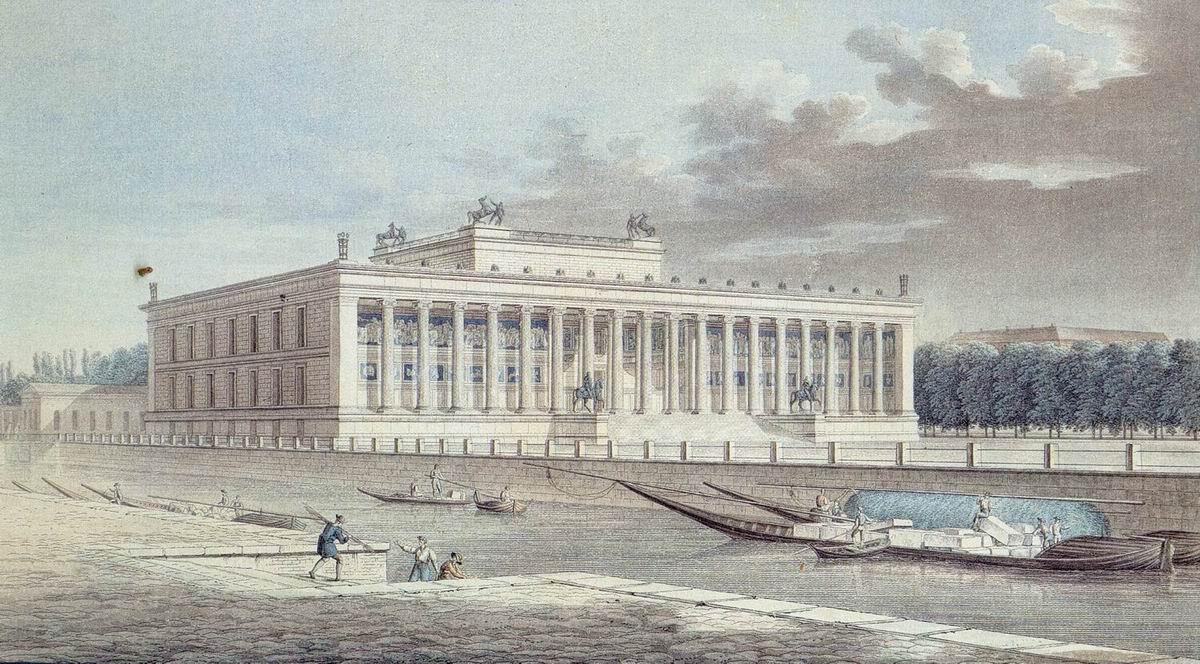
El Altes Museum en torno al 1830.

El proyecto de Schinkel para el Museo Real (Königliches Museum), como se denominó inicialmente, estuvo influido por los bocetos del príncipe de la Corona, el futuro rey Federico Guillermo IV, quien deseaba un edificio que estuviera inspirado profundamente en la Antigüedad clásica. El príncipe incluso envió a Schinkel un bosquejo a lápiz de un gran salón adornado con un pórtico clásico.

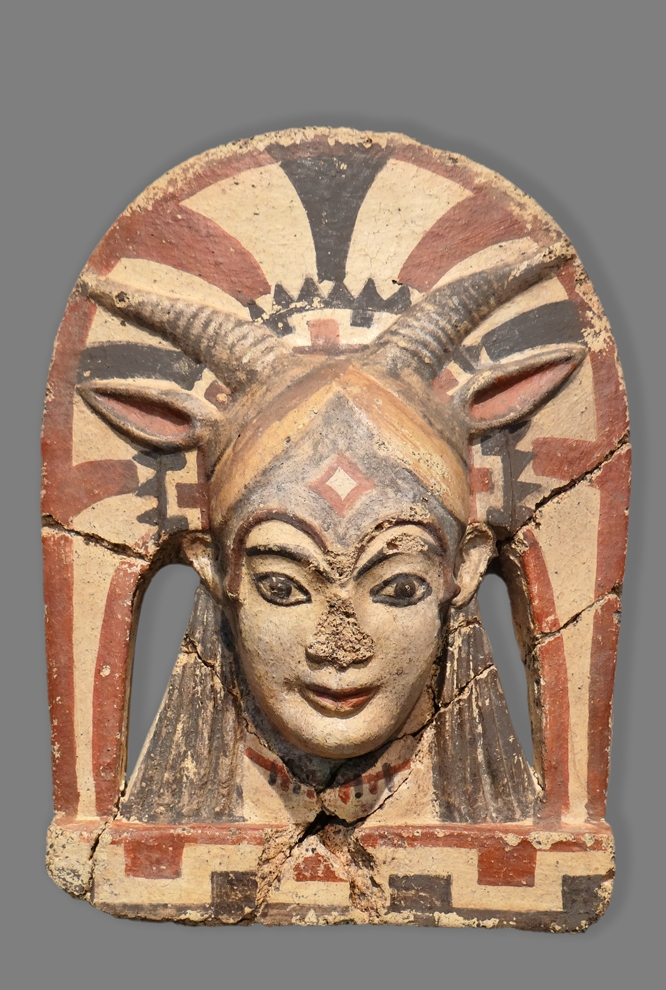
Antefija etrusca de Juno Sospita, siglo VI a. C.

El proyecto de Schinkel incorporaba el Königliches Museum en un complejo de edificios, que rodeaban el Jardín de Recreo (Lustgarten). Al sur, el Palacio Real era un símbolo del poder terrenal; al oeste, el Arsenal de Berlín (Zeughaus) representaba el poder militar; y al este, la catedral de Berlín era la encarnación de la autoridad divina. Al norte del jardín, el museo, que iba a proporcionar educación para las personas, se elevaba como un símbolo de la ciencia y el arte y, no menos importante, de sus abanderados: la burguesía segura de sí misma. Para la fachada que daba hacia el Lustgarten, una simple sala con columnas de estilo grandioso y en proporción a la importancia de la ubicación le daría sin duda carácter al edificio. La disposición de las dieciocho columnas jónicas estuvo condicionada por el Lustgarten y el pórtico fue diseñado con la intención de dotar al edificio de un exterior acorde con su emplazamiento.
Schinkel había desarrollado planes para el Königliches Museum ya en 1822-1823, pero su construcción no empezó hasta 1825. Las obras se completaron en 1828 y el museo fue inaugurado el 3 de agosto de 1830. Schinkel también fue responsable de la renovación de la catedral de Berlín, originalmente de estilo barroco, en estilo neoclásico, y ejerció una considerable influencia en la renovación del Lustgarten por parte de Peter Joseph Lenné, que coincidió con la construcción del museo, obteniendo como resultado un conjunto armónico e integrado.

### Isla de los Museos

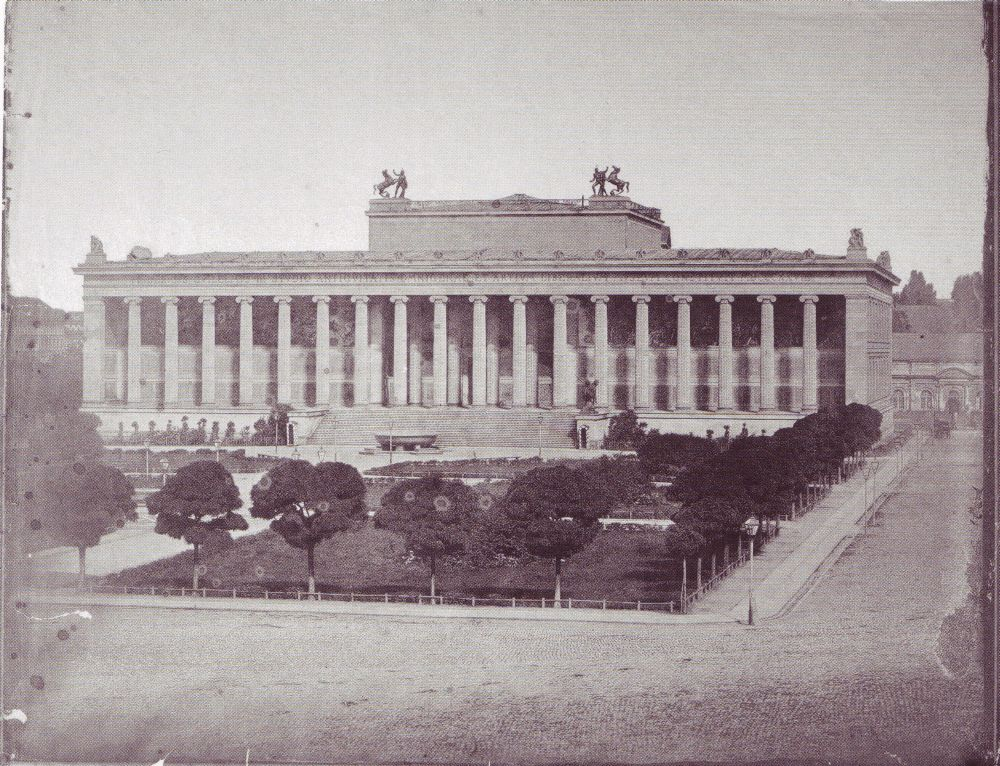
Fotografía histórica del Altes Museum antes de 1854.

En 1841, el rey Federico Guillermo IV anunció, en un decreto, que toda la parte septentrional de la isla del Spree (conocida actualmente como la isla de los Museos) «sería transformada en un santuario del arte y la ciencia». En 1845, con la finalización del Neues Museum (Museo Nuevo), el Königliches Museum fue renombrado Altes Museum (Museo Antiguo), nombre que conserva en la actualidad.
Con la finalización del Neues Museum por Friedrich August Stüler en 1855, la isla de los Museos empezó a tomar forma. Esto fue seguido por la construcción de la Nationalgalerie (actualmente Alte Nationalgalerie) por Johann Heinrich Strack (1876), del Kaiser-Friedrich-Museum (actualmente Museo Bode) por Ernst von Ihne según el proyecto de Stüler (1904) y del Museo de Pérgamo por Alfred Messel y Ludwig Hoffmann (1930). Por tanto, la isla de los Museos evolucionó gradualmente hasta convertirse en la institución que es en la actualidad.
La reconstrucción de la catedral de Berlín por parte de Julius Carl Raschdorff entre 1894 y 1905 en estilo neorrenacentista (sustituyendo a la catedral neoclásica diseñada por Schinkel) alteró gravemente el conjunto clásico, en particular porque la nueva catedral tiene unas dimensiones significativamente más grandes que su predecesora.

### Contenido del museo

Mosaico con un centauro procedente de una antigua villa romana.

La comisión responsable de la concepción del museo, nombrada por el rey, decidió exponer solo «bellas artes» en el edificio, lo que incluía pinturas de los antiguos maestros, grabados y dibujos en la planta superior, así como esculturas clásicas de la antigua Grecia y Roma en la planta baja. Esto impidió la incorporación de etnografía, prehistoria y los tesoros excavados del antiguo Oriente Próximo procedentes de Asiria, Persia y otros lugares; en su lugar, estos objetos fueron expuestos principalmente en el Palacio de Monbijou.

### SigloXX

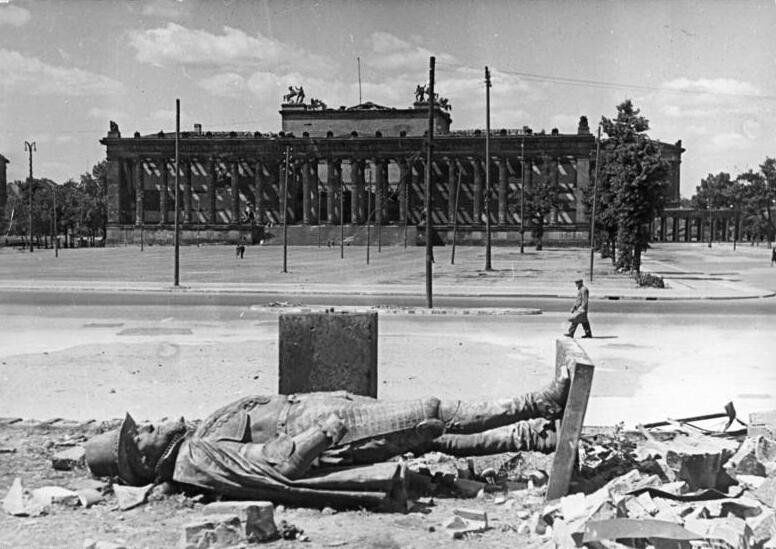
El Altes Museum en 1950.

Durante la Alemania nazi, el Altes Museum fue usado como telón de fondo de propaganda, tanto en el propio museo como en el campo para desfiles del rediseñado Lustgarten. Cerca del final de la Segunda Guerra Mundial, el edificio resultó gravemente dañado cuando un camión cisterna explotó delante de él, y los frescos que adornaban el vestíbulo y la pared posterior del pórtico, diseñados por Schinkel y Peter Cornelius, se perdieron en su mayor parte.
Bajo el mandato del director general Ludwig Justi, el edificio se convirtió en el primer museo de la isla de los Museos que fue objeto de reconstrucción y restauración, que fue llevada a cabo entre 1951 y 1966 por Hans Erich Bogatzky y Theodor Voissen. Siguiendo los diseños de Schinkel, los murales de la rotonda fueron restaurados en 1982. Sin embargo, no se reconstruyeron ni los ornamentados techos de las salas de exposición de la planta baja ni las parejas de columnas bajo las vigas. Tampoco se ha reconstruido la antigua conexión con el Neues Museum; en su lugar, está prevista la construcción de un pasadizo subterráneo que conecte todos los museos de la isla como parte del proyecto Masterplan Museumsinsel Berlin.

## La colección de antigüedades

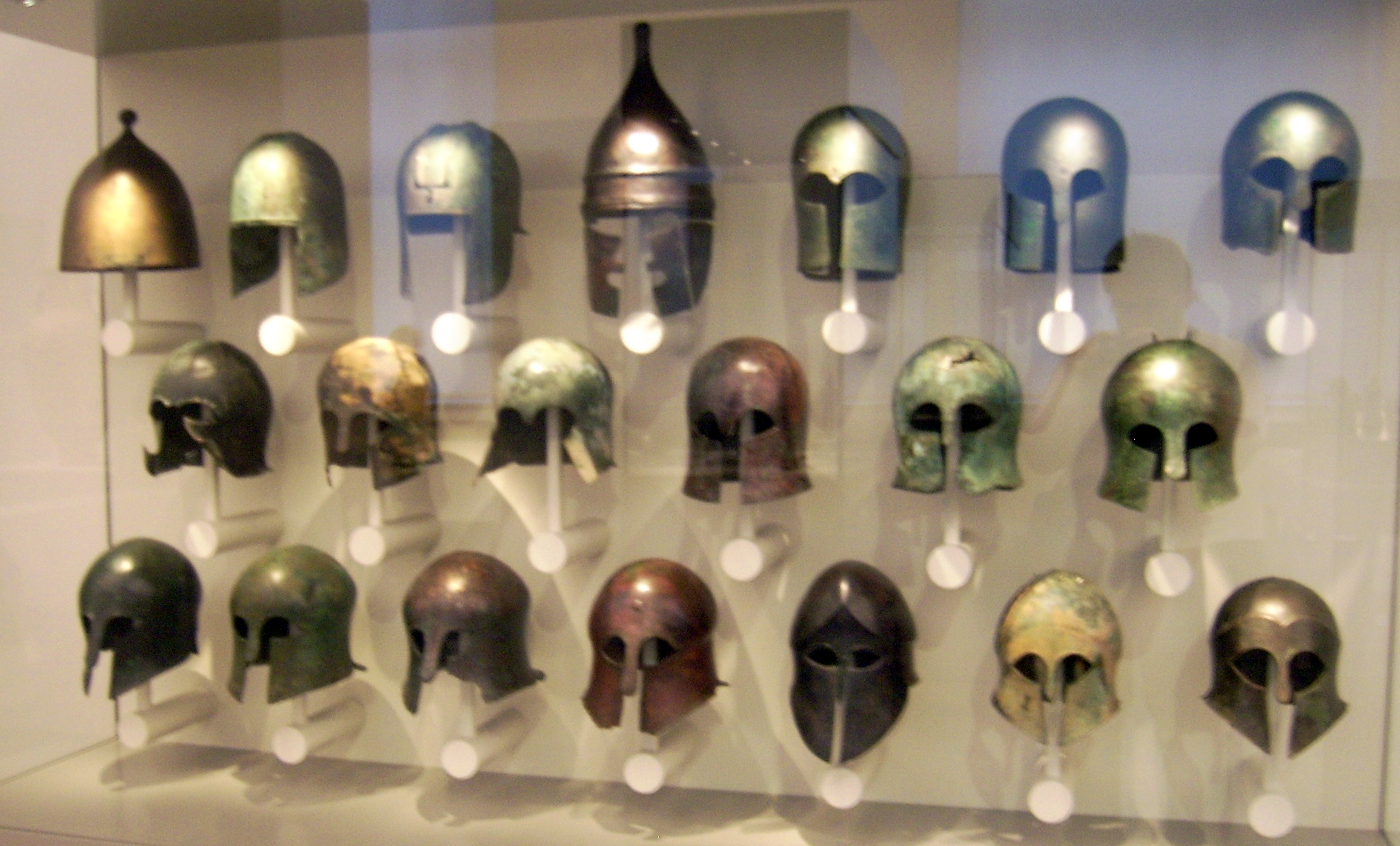
Diferentes cascos de la antigua Grecia en la colección de antigüedades de Berlín.

El Altes Museum fue construido originalmente para albergar todas las colecciones de bellas artes de la ciudad, incluidas pinturas de los antiguos maestros, grabados y dibujos. Sin embargo, desde 1904, el museo ha albergado únicamente la colección de antigüedades de Berlín (Antikensammlung Berlin). Desde 1998, la colección de antigüedades de Berlín ha expuesto su colección griega, incluido el tesoro, en la planta baja del Altes Museum. En la segunda planta del museo de instalan exposiciones especiales.